# Off On My Kiss
«Off On My Kiss» — четвертий сингл четвертого студійного альбому австралійської співачки Ванесси Аморозі — «Hazardous». Реліз відбувся лише в Британії 14 травня 2010 у вигляді цифрового формату.

## Список пісень
1. «Off On My Kiss» — 3:31
2. «Off On My Kiss» (Buzz Junkies ремікс) [2] — 5:34

## Історія релізу
| Країна          | Дата релізу    | Формат                   | Лейбл     |
| --------------- | -------------- | ------------------------ | --------- |
| Велика Британія | 14 травня 2010 | CD, цифрове завантаження | Universal |